# Correos
 Der er for få eller ingen kildehenvisninger i denne artikel, hvilket er et problem. Du kan hjælpe ved at angive troværdige kilder til de påstande, som fremføres i artiklen.

Sociedad Estatal de Correos y Telégrafos, S.A. eller Correos ("Post") er et spansk statsejet postvæsen.
Correos historie går tilbage til 8. juli 1716, hvor Filip 5. af Spanien indførte en statslig postservice. Correos ejes 100 % af den spanske stat igennem Sociedad Estatal de Participaciones Industriales (SEPI).